# Obila dispar
Obila dispar är en fjärilsart som beskrevs av Walker 1869. Obila dispar ingår i släktet Obila och familjen mätare. Inga underarter finns listade i Catalogue of Life.